# محمدحاجی نورف
محمدحاجی نورف (به روسی: Магомедгаџи Нуров؛ زادهٔ ۱۹ آوریل ۱۹۹۳) یک کشتی‌گیر روس‌تبار است که در دستهٔ سنگین‌وزن کشتی آزاد برای کشور جمهوری مقدونیه شمالی رقابت می‌کند. او برندهٔ مدال برنز مسابقات قهرمانی کشتی جهان در ۲۰۱۹ بود که در المپیک ۲۰۲۰ توکیو نیز رقابت کرد و به مقام نهم رسید.

## مسابقات قهرمانی کشتی جهان ۲۰۱۹
نورف در وزن ۹۷ کیلوگرم کشتی آزاد مسابقات قهرمانی کشتی جهان ۲۰۱۹ نورسلطان حاضر بود که در مسابقه اول و دوم محوسام مرقانی از مصر و ژوزه روبرتی از ونزوپلا را شکست داد اما در مسابقه بعد به عبدالرشید سعدالله‌اف از روسیه باخت و با توجه به حضور این کشتی‌گیر در فینال، به دیدار شانس مجدد رفت. او در مراحل شانس مجدد نیکولا کبان از مولداوی را شکست داد و به دیدار رده‌بندی رسید. وی در این دیدار علیشیر یرگالی از قزاقستان را شکست داد و مدال برنز وزن ۹۷ کیلوگرم را بدست آورد.